# A Place Without Fear
A Place Without Fear ist ein britischer Kurzfilm von Susanne Deeken aus dem Jahr 2024. Es handelt sich um einen surrealen Mix aus realen Filmaufnahmen mit Techniken des Animationsfilms. Einzige Darstellerin ist Victoria Ebelding.

## Handlung
Eine junge Frau sitzt vor einem Miniaturhaus. Anschließend betritt sie das Haus, das sowohl real ist, als auch aus Kinderzeichnungen besteht, die sich beständig verändern. Es ist labyrinthisch angeordnet und ständig im Fluss.  Am Ende verlässt sie das Haus wieder.
Der Film ist interpretationsbedürftig und handelt von einer düsteren Kindheit, die aus den Fugen geraten ist. Dabei bleibt offen, ob das Mädchen Opfer oder Täter ist.

## Dreharbeiten
Susanne Deeken arbeitete vor ihrer Karriere im Film als Designerin für Marc Jacobs, Valentino, Maison Margiela und Givenchy. Das Haus, das Hauptort des Filmes ist, fand Deeken in Detroit, während sie dort für einen ihrer anderen Filme geehrt wurde. Es ähnelte den Modellen, die sie bereits im Studio erstellt hatte. Das Haus stammt aus der Goldenen Ära der Stadt, ist aber heute deutlich von Verfall geprägt. Es handelt sich um ein leerstehendes, baufälliges zweistöckiges Haus, das sie nach ihren Vorstellungen umwandeln konnte. Deeken arbeitete alleine am Film, lediglich unterstützt von der Schauspielerin des Mädchens. Der Großteil des Films entstand in Detroit, digital nachbearbeitet wurde er in London. Auch den Soundtrack schrieb sie alleine, eine Mischung aus Geräuschen und Tonaufnahmen, vermischt von ihr eigens komponierter Jazzmusik, die sie mit Detroiter Musikern einspielte. Sie verwendete verschiedene Do-it-yourself-Methoden, darunter Collage- sowie Stop-Motion-Malerei und vermischte diese mit digitalen Techniken wie Rendering und Avateren. Der Film wurde überwiegend mit dem IPhone gedreht und auch wenig Belichtung verwendet. Geprägt ist der Film von Werken von Künstlern wie Leonora Carrington, Leonor Fini, Remedios Varo, Hannah Höch  und Ana Mendieta.

## Veröffentlichung
Der Film hatte seine Premiere am 29. März 2024 auf dem Ann Arbor Film Festival in Michigan, wo es auch einen Jurypreis gewann. Am 3. November 2024 wurde der Film in das Programm der Streaming-Plattform Mubi aufgenommen.

## Auszeichnungen
- 2024: Ann Arbor Film Festival – Jurypreis
- 2024: Thomas Edison Film Festival – Jurypreis
- 2024: Flickers' Rhode Island International Film Festival – Bester Animationskurzfilm (Nominierung)